# 静岡市立蒲原中学校
静岡市立蒲原中学校（しずおかしりつ かんばらちゅうがっこう）は、静岡県静岡市清水区に所在する公立中学校。

## 沿革
- 1947年 - 蒲原町立蒲原中学校として開校。
- 1950年 - 校歌制定
- 1952年 - 校章制定
- 1966年 - 新校舎完成
- 1960年 - 体育館完成
- 1986年 - 新体育館完成
- 1988年 - プール完成
- 2006年 - 静岡市立蒲原中学校に改称。

## 小学校区
- 静岡市立蒲原西小学校
- 静岡市立蒲原東小学校